# PeerTube
PeerTube je webová platforma pro hostování souborů, která je decentralizovaná a je svobodným softwarem pod licencí AGPL. Je postavena na protokolu Activity Pub a javascriptovém klientu WebTorrent, který umí používat technologii BitTorrent pro P2P stahování datových proudů pomocí webového prohlížeče.
Verze 1.0 byla vydána v roce 2018, již předtím s platformou experimentoval projekt Blender.
PeerTube vyvíjí francouzská společnost Framasoft a je psán v TypeScriptu s pomocí HTML, CSS a SQL.